# جمال عيد
جمال عيد من مواليد عام 1964، هو ناشط حقوقي مصري وشخصية رائدة في مجال المحاماة. يشغلُ حاليًا منصب المدير التنفيذي للشبكة العربية لمعلومات حقوق الإنسان أبرز المنظمة المعنية بالدفاع عن حرية الرأي والمعتقد والتعبير في العالم العربي. قام بتأسيس الشبكة العربية لمعلومات حقوق الإنسان في عام 2003. تخرج من كلية القانون في جامعة عين شمس وأصبحَ في وقت لاحق محامٍ متخصص في حقوق الإنسان. زادت شهرة جمال داخل مصر وخارجها بعدما مثل العديد من المعتقلين في سجن مباحث أمن الدولة الذي تم حله في الثورة المصرية عام 2011. شغل منصب وزير الدفاع في معظم قضايا حقوق الإنسان في مصر. اعتُقلَ العيد في عدة مناسبات كما أكد على تعرضه للتعذيب على أيدي مسؤولي الأمن. انضمَ في في عام 2004 إلى الحركة المصرية من أجل التغيير (كفاية) وهي حركة شعبية تأسست للضغط على حكومة الرئيس السابق حسني مبارك. جدير بالذكر هنا أن العيد متخصص كذلك في قضايا الإنترنت، حيث سبق وأكد على تأثير الإنترنت قد «لا حصر له» خاصة في نقطة توثيق انتهاكات حقوق الإنسان والقدرة على مساءلة المسؤولين الحكوميين عبره.